# Trinca de Ases (show)
| Críticas profissionais | Críticas profissionais |
| Avaliações da crítica  | Avaliações da crítica  |
| Fonte                  | Avaliação              |
| ---------------------- | ---------------------- |
| G1                     | [ 1 ]                  |

Trinca de Ases é um show conjunto de Gilberto Gil, Nando Reis e Gal Costa, com direção de Gil, Nando e Marcus Preto. Além dos violões de Gil e Nando, o espetáculo contou com a percussão de Kainã do Jejê e o baixo de Magno Brito. A estreia aconteceu no dia 4 de agosto de 2017, no Citibank Hall, em São Paulo.
A gênese do espetáculo aconteceu em outubro de 2016, em Brasília, em evento comemorativo do centenátio do político Ulysses Guimarães, concebido pelo jornalista Jorge Bastos Moreno. Segundo Nando Reis, "algo aconteceu ali que nos agradou. Surgiu uma faísca que nos deu vontade de continuar".
A faísca fez com que os três músicos se reunissem por duas semanas no Estúdio Palco, no Rio, para criar o espetáculo. Três músicas inéditas amarraram o conceito: "Trinca de Ases", de Gilberto Gil, "Dupla de Ás", de Nando Reis, e "Tocarte", primeira parceria entre Nando (música) e Gil (letra) e single que apresentou o projeto ao público nas emissoras de rádio e plataformas digitais. O restante do repertório foi selecionado entre os clássicos e hits dos três artistas. O roteiro é assinado por Marcus Preto.
Em 25 de novembro, o show foi exibido ao vivo pelo canal Multishow. Um disco homônimo foi lançado.

## Setlist
1. "Trinca de Ases" (Gilberto Gil)
2. "Dupla de Ás" (Nando Reis)
3. "Palco" (Gilberto Gil)
4. "Baby" (Caetano Veloso)
5. "All Star" (Nando Reis)
6. "Espatódea" (Nando Reis)
7. "O seu Lado de Cá" (Nando Reis)
8. "Esotérico" (Gilberto Gil)
9. "Cores Vivas" (Gilberto Gil)
10. "Água Viva" (Nando Reis)
11. "Retiros Espirituais" (Gilberto Gil)
12. "Copo Vazio" (Gilberto Gil)
13. "Meu Amigo, meu Herói" (Gilberto Gil)
14. "Pérola Negra" (Luiz Melodia)
15. "Relicário" (Nando Reis)
16. "Refavela" (Gilberto Gil)
17. "Ela" (Gilberto Gil)
18. "Tocarte" (Nando Reis/ Gilberto Gil)
19. "Dois Rios" (Samuel Rosa/ Lô Borges/ Nando Reis)
20. "Lately" (Stevie Wonder)
21. "Nada Mais (Lately)" (Stevie Wonder/ versão: Ronaldo Bastos)
22. "Por Onde Andei (Nando Reis)
23. "Nos Barracos da Cidade (Barracos)" (Liminha/ Gilberto Gil)

bis_
1. "O Segundo Sol" (Nando Reis)
2. "A Gente Precisa Ver o Luar" (Gilberto Gil)
3. "Barato Total" (Gilberto Gil)

## Datas
| Data                   | Cidade         | País           | Local                      |                |
| América do Sul         | América do Sul | América do Sul | América do Sul             | América do Sul |
| ---------------------- | -------------- | -------------- | -------------------------- | -------------- |
| 4 de agosto de 2017    | São Paulo      | Brasil         | Citibank Hall              |                |
| 5 de agosto de 2017    | São Paulo      | Brasil         | Citibank Hall              |                |
| 11 de agosto de 2017   | Rio de Janeiro | Brasil         | Km de Vantagens Hall       |                |
| 12 de agosto de 2017   | Rio de Janeiro | Brasil         | Km de Vantagens Hall       |                |
| 16 de setembro de 2017 | Fortaleza      | Brasil         | Centro de Eventos do Ceará |                |
| 11 de outubro de 2017  | Recife         | Brasil         | Armazém 14 Itaipava        |                |
| 13 de outubro de 2017  | João Pessoa    | Brasil         | Domus Hall                 |                |
| 15 de outubro de 2017  | Salvador       | Brasil         | Concha Acústica            |                |
| 19 de outubro de 2017  | Porto Alegre   | Brasil         | Auditório Araújo Vianna    |                |
| 25 de novembro de 2017 | São Paulo      | Brasil         | Espaço das Américas        |                |
| 8 de dezembro de 2017  | Curitiba       | Brasil         | Ópera de Arame             |                |
| 16 de dezembro de 2017 | Rio de Janeiro | Brasil         | Fundição Progresso         |                |
| 20 de dezembro de 2017 | Ribeirão Preto | Brasil         | Ribeirão Shopping          |                |
| Europa                 |                |                |                            |                |
| 9 de março de 2018     | Lisboa         | Portugal       | Campo Pequeno              |                |
| 10 de março de 2018    | Lisboa         | Portugal       | Campo Pequeno              |                |
| 11 de março de 2018    | Porto          | Portugal       | Coliseu do Porto           |                |
| 14 de março de 2018    | Amsterdã       | Holanda        | Melkweg                    |                |
| 15 de março de 2018    | Zurique        | Suíça          | Volkshaus                  |                |
| 17 de março de 2018    | Paris          | França         | La Seine Musicale          |                |
| 19 de março de 2018    | Luxemburgo     | Luxemburgo     | Phillarmonie Luxembourg    |                |
| 21 de março de 2018    | Hamburgo       | Alemanha       | Elbphilharmonie            |                |